# روزهای آخر (فیلم ۲۰۱۴)
«پایان جهان» (انگلیسی: Last Days (2014 film)) یک فیلم به کارگردانی کاترین بیگلو است.